# Pega dolça
La pega dolça és una substància que s'extreu de la regalèssia, l'arrel o rizoma de la Glycyrrhiza glabra. Té diversos usos entre els quals destaquen el culinari, puix que s'usa com a edulcorant en l'elaboració de múltiples dolços i llaminadures. També s'usa en farmàcia per les seves qualitats expectorants, pel tractament d'úlceres bucals i pel seu efecte saciant (ja conegut per Alexandre el Gran) entre d'altres.
Al País Valencià se l'anomena regalèssia o regalíssia.
A les Balears l'extracte de regalèssia en forma de barretes negres és el trac i també es coneix com a regalim.
A Sabadell i Gironès  es coneix com a estrep, o encara esperit de broc al Pla de l'Estany.